# Ran Blake
Ran Blake (Springfield, Massachusetts, 20 de abril de 1935) es un pianista y compositor de jazz, estadounidense.

## Historial
Tras un primer periodo de estudio de piano clásico, Blake contacta con el jazz en 1956, tras conocer a Jeanne Lee, con la que forma un dúo quse mantiene varios años. Más tarde colaborará con los escritores LeRoi Jones y Susan Sontag, y con un periódico de activismo negro, llamado "Bay state Runner". Estudia con Oscar Peterson, Mal Waldron, Gunther Schuller y John Lewis. En 1963, hizo una gira por Europa con Jeanne Lee, aunque a su regreso se separan. En 1967, se traslada a Boston y trabaja en la enseñanza, apoyado por Schuller, director del Conservatorio de Nueva Inglaterra, quien lo pone al frente de un departamento específicamente dedicado a la Third Stream, donde permanece hasta 2005. 
En los primeros años 1970, toca habitualmente con un grupo en el que está también Ricky Ford. En 1975, realizó una nueva gira por Europa, esta vez en cuarteto con Paul Bley. Será en Francia donde realice varias grabaciones en dúo, con Anthony Braxton, Jacki Byard y otros músicos. Graba también con Enrico Rava, Steve Lacy y Clifford Jordan. En la actualidad sigue realizando giras por Europa al frente de su banda.
Blake es un músico muy sensitivo, un maestro modificando las tonalidades más conocidas de los grandes escritores de la música popular norteamericana; las desgarra, rompe y fragmenta, trasplantándolas a un nuevo mundo diametralmente opuesto al original. Aúna las influencias de Thelonious Monk y George Russell con las de Béla Bartók, Charles Ives e Igor Stravinsky.